# Oleh Protassow
Oleh Walerijowytsch Protassow (ukrainisch Олег Валерійович Протасов; russisch Олег Валерьевич Протасов Oleg Walerjewitsch Protassow; * 4. Februar 1964 in Dnipropetrowsk, Ukrainische SSR, Sowjetunion) ist ein ehemaliger sowjetischer und ukrainischer Fußballspieler sowie heutiger Fußballtrainer.

## Vereinskarriere

### Rekordspieler bei Dnjepr Dnjepropetrowsk
Seine aktive Karriere als Fußballspieler begann Protassow in den 1970ern als Nachwuchsspieler von Dnjepr Dnjepropetrowsk. Im dortigen Nachwuchs wurde er fortan als Stürmer ausgebildet und wurde im Spieljahr 1982 erstmals im Profibereich eingesetzt. In seiner ersten Spielzeit im Profiteam des Vereins kam er dabei in vier Meisterschaftsspielen zum Einsatz und war bereits einmal als Torschütze erfolgreich. Dennoch verbrachte er die restliche Saison vorwiegend im Nachwuchsbereich von Dnjepr Dnjepropetrowsk, wo sein Offensivtalent rasch erkannt und gefördert wurde. In der darauffolgenden Spielzeit kam der gelernte Stürmer bereits vermehrt in der Profimannschaft zum Einsatz, wobei er bei seinen insgesamt 21 Ligaeinsätzen sieben Mal zum Torerfolg kam. Mit der Aufnahme des jungen Offensivtalents folgten für Dnjepr Dnjepropetrowsk auch die Erfolge. Zuvor agierte man nur mittelklassig, was auch dadurch erkennbar war, dass der Klub in den Jahren zuvor neben Plätzen im Mittelfeld der Liga kurze Zeit sogar in der damaligen sowjetischen Zweitklassigkeit aktiv war. Gleich in Protassows zweiter Profisaison erreichte er mit der Mannschaft mit vier Punkten Vorsprung auf Spartak Moskau den ersten Platz im Endklassement und durfte sich somit Meister der Wysschaja Liga (Sowjetunion) 1983 nennen.
Bereits zu dieser Zeit bildete sich das bis zu Protassows Abgang zum Ende der Spielzeit 1987 bestehende Sturmtrio „Taran–Ljutyj–Protassow“, das neben einigen anderen Spielern für die meisten Tore in dieser Zeit verantwortlich war. Mit jeder Spielzeit steigerte sich die Torgefährlichkeit des jungen sowjetischen Stürmers, der im Jahre 1984 aufgrund seiner herausragenden Leistung zum ersten Mal in den Nationalkader der UdSSR berufen wurde. In der Liga brachte er es im Spieljahr 1984 auf insgesamt 17 Treffer bei 34 Einsätzen und rangierte damit mit zwei anderen Spielern auf dem dritten Platz der ligaweiten Torschützenliste. Zum Meisterschaftsende konnte sich das Team allerdings knapp nicht gegen den Überraschungsklub Zenit Leningrad und den seit jeher starken Klub Spartak Moskau durchsetzen und landete auf Platz 3.
Nachdem er bereits 1984 in allen Ligaspielen eingesetzt worden war, kam er auch im Spieljahr 1985 bis auf eine Begegnung in allen Meisterschaftspartien zum Einsatz. Dabei agierte er offensiv sehr stark und brachte es bis zum Saisonende gar auf 35 Tore innerhalb der Liga. Dies war zugleich auch die höchste Anzahl an Ligatoren, die seit der Gründung der Liga im Jahre 1936 je ein Spieler in einer einzigen Saison erzielt hatte (nur Nikita Simonjan erzielte im Jahre 1950 mit 34 Toren ähnlich so viele Treffer). Auch danach übertraf kein Spieler mehr diese Toranzahl in einer einzigen Spielzeit; mit seinen 35 Treffern erzielte Protassow ziemlich genau die Hälfte der Tore, die die gesamte Mannschaft in dieser Saison beigesteuert hat. Nach den Erfolgen im Jahre 1985, in dem er mit dem Team abermals auf dem dritten Platz der Endtabelle rangierte, folgte 1986 ein Tief der gesamten Mannschaft. Doch auch in diesem Tief, in dem es die Mannschaft lediglich auf den elften Tabellenplatz schaffte und nur fünf Punkte vor einem Abstiegsplatz lag, war die Torgefährlichkeit des zu dieser Zeit wohl offensivstärksten ukrainischen Stürmers bemerkbar. Bei 23 Einsätzen, den Rest der Saison musste er verletzungsbedingt pausieren bzw. war im Nationalteam aktiv, brachte er es auf eine Bilanz von 17 Toren und rangierte damit zusammen mit Sergei Rodionow von Spartak Moskau auf dem zweiten Platz der ligaweiten Torschützenliste.

### Wahl zum Fußballer des Jahres
Nachdem er bereits unter Wolodimir Jemez einige Erfolge feierte, gelang ihm dies auch beim neuen Trainer Jewhen Kutscherewskyj, der ab 1987 das Zepter bei Dnjepr Dnjepropetrowsk in die Hand nahm. Nach der Reduzierung der Liga von 18 auf 16 Mannschaften vor Beginn der Spielzeit 1986 wurde die Liga bis zu ihrer Auflösung (mit Ausnahme der Spielzeit 1990) in diesem System weitergeführt und Protassow schaffte es damit zum wiederholten Male in allen Ligapartien einer Saison eingesetzt zu werden. Bei 30 Meisterschaftsspielen gelangen ihm 18 Tore, was für ihn zum bereits zweiten Mal in seiner Karriere die Torschützenkrone bedeutete. Weiters schaffte er es mit dem Team zurück in den Kampf um den Meistertitel, den das Team allerdings knapp vor Saisonende gegen Spartak Moskau verlor und sich mit dem Vizemeistertitel begnügen musste. Für Protassow persönlich lief es in diesem Jahr allerdings noch besser, da er für seine bisher erbrachten Leistungen zum Saisonende mit der Trophäe zum Fußballer des Jahres in der UdSSR ausgezeichnet wurde. Nach 145 Ligaspielen und 95 Toren endete mit diesem Spieljahr auch Protassows Zeit bei Dnjepr, wo er sich damit zum besten Torschützen in der Klubgeschichte machte. Nach einer erfolgreichen Zeit bei seinem Heimatklub, mit dem er es unter anderem zur Saison 1984/85 in den Europapokal der Landesmeister schaffte und dort erst im Viertelfinale gegen Girondins Bordeaux im Elfmeterschießen ausschied, beschloss Protassow, dass es an der Zeit war, den Klub zu wechseln. So zog es ihn zur Wysschaja Liga (Sowjetunion) 1988 zu Dynamo Kiew, dem seines Erachtens erfolgreichsten sowjetischen Fußballklub.

### Weitere Erfolge mit Dynamo Kiew
Nach dem getätigten Wechsel nach Kiew nahm auch Protassows Torgefährlichkeit ab. Dennoch brachte er es bei 29 absolvierten Ligaspielen auf eine Bilanz von elf Toren und hatte dabei einen großen Anteil für den zweiten Platz, den das Team am Saisonende ausgerechnet hinter Protassows ehemaligen Klub Dnjepr Dnjepropetrowsk erreichte. Dabei war das Team auch automatisch für den UEFA-Pokal 1989/90 qualifiziert und kam in diesem bis zur dritten Runde, wo es allerdings dem späteren Finalisten AC Florenz mit 0:1 unterlag. Währenddessen schaffte es der einst so offensivstarke Stürmer innerhalb der Liga nicht, an den Erfolgen der letzten Jahre anzuschließen. So erzielte er in der Spielzeit 1989 bei 26 gespielten Partien lediglich sieben Tore, war aber dennoch zusammen mit dem Mittelfeldspieler Hennadij Lytowtschenko, mit dem er bereits zuvor bei Dnjepr Dnjepropetrowsk spielte und später auch bei Olympiakos aktiv sein wird, bester Torschütze seines Teams.
Da Protassow mit der Mannschaft in der Saison 1989/90 den Fußballpokal der Sowjetunion gewann, qualifizierte sich das Team damit automatisch für den Europapokal der Pokalsieger der Spielzeit 1990/91. Protassow, der mit dem Team 1989 auf den dritten Platz in der Endtabelle kam, gehörte zu diesem Zeitpunkt bereits nicht mehr der Mannschaft an, als diese es bis ins Viertelfinale dieses Bewerbs schaffte und erst dort im März 1991 mit einem Gesamtscore von 3:4 gegen den späteren Finalisten FC Barcelona ausschied. Innerhalb der Liga lief es für Dynamo Kiew 1990 wesentlich besser als in den vorhergegangenen Spielzeiten. Obwohl Protassow in lediglich 16 Meisterschaftspartien eingesetzt wurde, war seine Torgefährlichkeit wieder deutlich spürbar. Seine zwölf Treffer machten ihn damit nicht nur zum mannschaftsinternen der Torschützenkönig, sondern zu dem der gesamten sowjetischen Liga. Diesen Erfolg teilte er sich allerdings mit dem ein Jahr älteren Waleri Walentinowitsch Schmarow, seines Zeichens Stürmer bei Spartak Moskau, der allerdings in 23 der insgesamt 24 möglich gewesenen Ligaeinsätze zum Einsatz kam.
Nachdem er zuvor bei Dynamo Kiew vor allem mit dem einstigen Ballon-d’Or-Gewinner Ihor Bjelanow ein starkes Sturmduo gebildet hatte, kamen ab dem Spieljahr 1989 bzw. 1990 mit Oleg Salenko und Sergei Juran zwei weitere erfahrene Stürmer hinzu. Letzterer war durch seine Torgefährlichkeit auch mit einer der Hauptverantwortlichen für den Meistertitel, den sich die Mannschaft am Ende des Spieljahres 1990 sicherte und sich damit auch vor Spartak Moskau zum erfolgreichsten Klub in der Geschichte der höchsten sowjetischen Fußballliga machte. Nach den Erfolgen mit Dynamo Kiew und der durch den Meistertitel fixierten Teilnahme am Europapokal der Landesmeister 1991/92 beschloss Protassow den Verein in Richtung Griechenland zu verlassen. Dort nahm ihn der amtierende Pokalsieger Olympiakos Piräus zusammen mit seinem Teamkollegen Lytowtschenko als neue Offensivkraft in den Kader auf.

### Leistungsträger bei Olympiakos Piräus
Neben Juri Sawitschew (10 Tore), Panagiotis „Yiotis“ Tsalouchidis (8 Tore) und Panagiotis Sofianopoulos (7 Tore) war er mit seinen insgesamt 13 Treffern einer der Leistungsträger, konnte sich aber nicht gegen den alternden aber im Abschluss noch immer effizienten Nikos Anastopoulos, der mit 17 Zählern zum besten Torschützen des Teams wurde, durchsetzen. Bei 30 Einsätzen in den insgesamt 34 Meisterschaftspartien schaffte er es mit der Mannschaft hinter Panathinaikos Athen auf den zweiten Tabellenplatz im Endklassement der Alpha Ethniki 1990/91. Ähnlich, wenn nicht gar etwas besser, verlief die darauffolgende Saison 1991/92, in der er mit der Mannschaft die laufende Spielzeit zwar abermals nur als Vizemeister beendete, jedoch im griechischen Pokal der gleichen Saison sowie im anschließenden Superpokal punkten konnte. Nachdem man im Pokalfinale PAOK Thessaloniki erst im Wiederholungsspiel bezwang, gewann Protassow mit dem Team auch den anschließenden Superpokal, wo man AEK Athen mit 3:1 besiegte.
Dabei agierte der in der heutigen Ukraine geborene Oleh Protassow offensiv sehr stark und erzielte bei seinen 22 Ligaeinsätzen 14 Tore. Aufgrund des Pokalerfolgs nahm der gelernte Stürmer mit Olympiakos Piräus am Europapokal der Pokalsieger 1992/93 teil, wo es das Team bis ins Viertelfinale schaffte und dort gegen den spanischen Vertreter Atlético Madrid mit einem Gesamtscore von 2:4 aus Hin- und Rückspiel vom laufenden Wettbewerb ausschied. Wie bereits in den vorhergegangenen Spielzeiten blieb Protassows Leistung auch 1992/93 auf einem ähnlichen Level, was sich auch in seiner Bilanz am Ende der Saison widerspiegelte. 13 Mal zum Torerfolg kam er dabei bei seinen insgesamt 24 Einsätzen in der damaligen Alpha Ethniki. Nach einem eher nichtigen dritten Platz in der Liga schafft das Team mit Protassows Hilfe den Einzug ins Finale des griechischen Fußballpokals 1992/93, wo das Team allerdings gegen Panathinaikos Athen durch einen Treffer des Rekordtorschützen Krzysztof Warzycha mit 0:1 unterlag.
Die Saison 1993/94 verlief für Protassow sehr rasch, wobei er in lediglich neun Ligapartien eingesetzt wurde, in denen er acht Mal zum Torerfolg kam und dann den Verein in Richtung Asien verließ. Nachdem ihn sein langjähriger Wegbegleiter Lytówtschenko bereits zum Ende der vergangenen Spielzeit verlassen hatte, tat er es ihm gleich und verließ nach 85 Meisterschaftseinsätzen, in denen er 48 Tore erzielte, den griechischen Klub und wechselte dafür nach Japan zu Gamba Osaka. Mit Bent Christensen Arensøe fanden die Griechen jedoch rasch einen passenden Ersatz für den ukrainischen Teamspieler.

### Titellos in Japan
Beim japanischen Klub schaffte es Protassow, der bereits zu seiner Zeit in der Sowjetunion von verschiedenen internationalen Klubs umworben wurde, mit seinen elf Toren in 27 absolvierten Spielen neben Toshihiro Yamaguchi mit 16 bzw. 17 Toren zum zweittorgefährlichsten Spieler des Teams. Des Weiteren traf er beim Team, das seinen Spielbetrieb bereits zu dieser Zeit in der J. League, der höchsten Spielklasse im japanischen Fußball, hatte, mit Sjarhej Alejnikau und Achrik Sokratowitsch Zweiba auf alte Bekannte aus Sowjet-Zeiten. In der Liga schaffte es Gamba Osaka im Spieljahr 1994 nur auf den zehnten Tabellenplatz. Dieser Trend änderte sich auch im Spieljahr 1995 nicht. In dieser Saison war Protassow abermals interner Vizetorschützenkönig und muss sich nur dem erfahrenen Neuzugang Hans Gillhaus geschlagen geben, der 20 Treffer beisteuerte. Nach einer wiederholt schlechten Tabellenposition nach Abschluss der Saison, beschloss Protassow erneut den Verein zu wechseln und kam so wieder zurück nach Griechenland.

### Die Zeit beim Veria FC
Nach der erfolglosen Zeit in Japans Erstklassigkeit nahm ihn der damalige griechische Erstligist Veria FC in seinen Profikader auf. Dort konnte er allerdings nicht mehr an seinen vergangenen Leistungen anschließen, weshalb auch seine Torgefährlichkeit stetig abnahm, was unter anderem auch darauf zurückzuführen ist, dass er oftmals im offensiven Mittelfeld eingesetzt wurde und somit nicht mehr so oft den Weg in Richtung Tor fand, wie er es zuvor als Mittelstürmer getan hat, sondern sich immer mehr als klassischer Ballverteiler etablierte. Mit der Mannschaft belegte er bis zum Saisonende einen Platz im Tabellenmittelfeld und kam selbst auf eine Bilanz von vier Treffern bei 30 absolvierten Meisterschaftspartien. Im Team galt er neben Spielern wie Tasos Mitropoulos oder Panagiotis „Yiotis“ Tsalouchidis, mit dem er bereits bei Olympiakos Piräus spielte, als einer der Routiniers und war mit seinen damals 32 bzw. 33 Jahren der drittälteste Spieler im Kader.
Dies änderte sich auch nicht in der Spielzeit 1997/98, in der Protassow zum zweitältesten Spieler wurde und bei 32 Einsätzen sieben Mal zum Torerfolg kam. Nach einer abermals nur mittelmäßigen Saisonendplatzierung beschloss der gebürtige Ukrainer abermals den Verein zu wechseln und wollte seine aktive Karriere als Fußballspieler deshalb beim erst vor einer Spielzeit in die Alpha Ethniki aufgestiegenen AO Proodeftiki, der seinen Spielbetrieb erstmals wieder seit den 1970ern in der höchsten griechischen Spielklasse hatte, ausklingen lassen.

### Karriereausklang bei Proodeftiki und Panelefsiniakos
Beim Klub aus Nikea wurde er in der Saison 1998/99 zumeist als Stammspieler eingesetzt und brachte es dabei auf 28 Ligapartien, in denen er fünf Treffer erzielte. Als der älteste Spieler im Kader traf der erfahrene Offensivakteur in dieser Spielzeit bereits zum wiederholten Male auf den Rekordtorschützen der sowjetischen Liga und der sowjetischen Fußballnationalmannschaft, Oleh Blochin, der sich seit seinem Karriereende in den frühen 1990er Jahren vor allem im griechischen Raum als Trainer einen Namen gemacht hat, und zu dieser Zeit gerade bei gegnerischen Klubs in der Liga engagiert war. Protassow trainierte bereits in den frühen 1990ern, als er bei Olympiakos Piräus aktiv war, unter dem erfahrenen Blochin, der ihn auch damals bei seinem Debüt als Trainer zu sich in die Mannschaft holte. Nach einem zwölften Platz im Endklassement mit Proodeftiki entschied sich der mittlerweile 35-Jährige dafür, noch ein letztes Mal den Verein zu wechseln und danach seine Karriere als Aktiver im Profifußball zu beenden.
So kam es, dass Protassow zum AO Panelefsiniakos wechselte, der in der Vorsaison gerade erst in die Erstklassigkeit aufgestiegen war, jedoch bereits nach einer Spielzeit zum Saisonende 1998/99 bereits wieder den Weg in die Beta Ethniki antreten musste. In der zweithöchsten Liga im griechischen Fußball brachte es der gelernte Stürmer auf eine Bilanz von zwei Meisterschaftsspielen, in denen er einen Treffer erzielte. Nachdem das Team in der vorhergegangenen Spielzeit aufgrund der schwächeren Tordifferenz nur knapp nicht den Klassenerhalt geschafft hatte, kam die Mannschaft auch in der Beta Ethniki kurzzeitig in den erneuten Abstiegskampf, konnte sich aber am Ende doch durchsetzen und den Verbleib in Griechenlands Zweitklassigkeit sichern. Noch in dieser Saison beendete Protassow nach über 448 Profiligaeinsätzen und 214 Profiligatoren seine aktive Karriere als Profifußballspieler.

## Nationalmannschaftskarriere

### Junioren-WM 1983 und Mexiko 1986
Bereits im Nachwuchsalter war Protassow in den verschiedenen Jugendauswahlen aktiv und kam zuletzt im sowjetischen U-20-Nationalteam zum Einsatz, mit dem er unter anderem an der Junioren-WM 1983 teilnahm. Beim Turnier, das in Mexiko ausgetragen wurde, kam der gelernte Stürmer in allen drei Länderspielen zum Einsatz und schied mit der Mannschaft bereits in der Gruppenphase als Letzter der Gruppe D vom laufenden Wettbewerb aus. Außerdem gelang ihm dabei bei der 2:3-Niederlage gegen die Alterskollegen aus den Niederlanden ein Treffer. Sein Länderspieldebüt für die sowjetische Fußballnationalmannschaft gab Protassow am 28. März 1984 bei einer 1:2-Niederlage gegen Westdeutschland in Hannover. Der Offensivakteur, der bei seinem Debüt 20 Jahre und 52 Tage alt war, erzielte bei seinem zweiten Länderspieleinsatz, einem 3:1-Erfolg über Finnland am 15. Mai 1984, sein erstes Tor für sein Heimatland und kam danach in weiteren zwei Freundschaftsspielen zum Einsatz, ehe er am 10. Oktober 1984 sein erstes Spiel in einer WM-Qualifikation absolvierte.
Im Jahre 1985 folgten dann insgesamt drei Länderspieleinsätze im Nehru Cup, den das Team nach einem 2:1-Finalsieg über Jugoslawien auch gewann. Auch in den folgenden drei Jahren gewann die Sowjetunion diesen Bewerb, wobei jedoch immer nur eine sowjetische Auswahl am Turnier teilnahm und nicht die offizielle Nationalelf; für Protassow war der Turniersieg 1985 auch der einzige in diesem Bewerb. Nachdem Protassow sieben der insgesamt acht Qualifikationsspiele zur WM 1986 absolviert hatte, schaffte er mit seinem Team als Gruppenzweiter der Gruppe 6 hinter Dänemark die erfolgreiche Teilnahme an der WM-Endrunde in Mexiko. In dieser wurde Protassow anschließend ebenfalls eingesetzt und absolvierte dabei ein Gruppenspiel gegen Kanada, wobei er von Beginn an zum Einsatz kam und in der 57. Spielminute, eine Minute vor dem Führungstor seines Teams, durch den offensivstarken Ihor Bjelanow, mit dem er Jahre später auch bei Dynamo Kiew spielen sollte, ersetzt wurde.

### EM-Finalist 1988 und WM-Teilnahme 1990
1987 folgten für Protassow unter anderem fünf Auftritte bei Qualifikationsspielen zur EM 1988, über die er sich mit der sowjetischen Nationalelf auch für die EM-Endrunde in der BRD qualifizierte. Dort wurde er in allen fünf Spielen seiner Mannschaft eingesetzt und war mit seinen zwei Treffern nicht nur bester Torschütze seines Teams, sondern zusammen mit dem Deutschen Rudi Völler auch zweitbester Torschütze hinter Marco van Basten. Mit der Mannschaft schied er erst im Finalspiel gegen die Niederlande nach einer dortigen 0:2-Niederlage aus. Bereits zuvor gelang ihm im Jahre 1988 sein einziger Hattrick im Nationalteam, den er am 23. März 1988 ausgerechnet in einem Spiel gegen Griechenland, dem Land, in dem Protassow noch einen Großteil seiner Karriere verbringen wird, das die Sowjetunion mit 4:0 für sich entscheiden konnte.
Danach absolvierte er in den Jahren 1988 und 1989 alle acht Qualifikationsspiele zur WM 1990, erreichte dabei mit der Sowjetunion den ersten Gruppenplatz in der Gruppe 3 und schaffte so zusammen mit dem Gruppenzweiten Österreich vor den Verfolgern Türkei, DDR und Island die erfolgreiche Teilnahme an der WM-Endrunde 1990. Noch vor dem WM-Start im Sommer 1990 nahm Protassow mit dem Nationalteam am Marlboro Cup des Jahres 1990 in Los Angeles teil, wo er es mit der Mannschaft auf den dritten Platz schaffte. Er selbst wurde dabei in zwei Länderspielen eingesetzt. Bei der WM-Endrunde in Italien konnte sich das vom legendären sowjetischen Trainer Walerij Lobanowskyj betreute Team allerdings nicht durchsetzen und schied bereits in der Gruppe B als Gruppenletzter vom laufenden Bewerb aus, obwohl man anfangs neben Argentinien als Favorit gehandelt wurde und auch große Chancen für ein Weiterkommen hatte, da die ersten drei Teams in der Gruppe ins Achtelfinale einzogen.

### Erfolgreiche EM-Quali 1992 und verschmähter Stürmerstar
In den Jahren 1990 und 1991 absolvierte Protassow vier Qualifikationsspiele zur EM 1992 und schaffte dabei mit dem Team als Gruppensieger sich erneut für eine EM-Endrunde zu qualifizieren. An EM-Endrunde in Schweden nahm der gelernte Stürmer allerdings nicht mehr teil. Mit dem letzten Qualifikationsspiel, einem 3:0-Erfolg über Zypern, in dem ihm auch sein letzter Länderspieltreffer gelang, beendete er seine Laufbahn in der sowjetischen Fußballnationalmannschaft im Alter von 27 Jahren. Bis zu diesem Zeitpunkt wurde er 68 Länderspielen seines Heimatlandes eingesetzt und erzielte dabei insgesamt 29 Tore, was ihn wiederum hinter Oleh Blochin zum zweitbesten Torschützen in der Geschichte der sowjetischen Nationalmannschaft machte. Das Spiel gegen Zypern war auch das letzte der Sowjetunion, die schließlich am 21. Dezember 1991 aufgelöst wurde.
Bereits am 29. April des folgenden Jahres wurde das erste offizielle Länderspiel der Ukraine ausgetragen, für die Protassow aufgrund seines Geburtsortes auch spielberechtigt gewesen wäre. Für das Spiel, das gegen Ungarn ausgetragen wurde, wären auch Spieler wie Protassow oder Oleh Wolodymyrowitsch Kusnjezow, die unter anderem auch an der EM-Quali teilgenommen hatten, spielberechtigt gewesen. Aufgrund der fehlenden Finanzierung des Federazija Futbolu Ukrajiny durch Moskau war man dazu gezwungen ausschließlich Spieler zum Einsatz kommen zu lassen, die zum gegenwärtigen Zeitpunkt auch in der Ukraine aktiv waren und konnte somit nicht auf Legionäre zugreifen. Da Protassow zu diesem Zeitpunkt bereits in Griechenland bei Olympiakos Pyräus aktiv war, hatte er somit keine Chance für eine Einberufung ins neue GUS-Team.
Im Alter von 30 Jahren kam der Offensivspieler doch noch zu einem Länderspieleinsatz. Diesen absolvierte er am 7. September 1994 bei einem Qualifikationsspiel zur EM 1996, als er bei der 0:2-Niederlage gegen Litauen über die volle Spieldauer für die Ukraine im Einsatz war. Dies sollte auch sein einziger Einsatz in der ukrainischen Fußballnationalmannschaft bleiben.

## Trainerkarriere

### Als Trainer bei Olympiakos und AEL Limassol
Nach dem Ende seiner aktiven Fußballerkarriere zur Saison 1999/2000 folgten für Protassow rund zwei Jahre, in denen er pausierte und seinen Trainerschein machte. Im Jahre 2002 kehrte er dann wieder zurück zum Profifußball und übernahm im Februar das Traineramt von Olympiakos Piräus, wo er den ehemaligen Fußballprofi und -jetzigen Trainer Takis Lemonis ablöste. Danach führte er die Mannschaft zur Meisterschaft 2002/03 und qualifizierte sich so mit dem Team für die anschließende Champions League 2003/04. Wie Protassow bereits vor dem Bewerb meinte, sei man mit Gegnern wie Juventus Turin, Real Sociedad San Sebastián und Galatasaray Istanbul in einer sehr schwierigen Gruppe. Dem Außenseiter-Image wurde man schließlich auch im laufenden Bewerb gerecht, wo man noch in der Gruppenphase als Gruppenletzter mit einer Tordifferenz von 6:13 und nur vier erzielten Punkten ausschied. Im letzten Spiel kassierte man dabei im Auswärtsspiel gegen Juventus Turin eine klare 0:7-Schlappe.
Innerhalb der Alpha Ethniki verlor er mit seinem Team unter anderem während der Saison 2003/04 ein Heimspiel gegen PAOK Thessaloniki, was die erste Heimniederlage gegen PAOK seit über 15 Jahren bedeutete. Obgleich der guten Leistung in der Liga und auch im Pokal verließ Protassow noch während der laufenden Saison den griechischen Klub, der daraufhin Siniša Gogić als Interimstrainer bestellte. Zuvor führte der Ukrainer das Team noch ins Semifinale des griechischen Fußballpokals, den Protassows eigentlicher Nachfolger Nikos Alefantos, der allerdings auch nur drei Monate beim Klub verweilte, mit dem Team am Ende des Bewerbs gewann. Bitterer Beigeschmack war jedoch, dass Protassow den Klub genau in einer schwierigen Phase verließ, in der die Mannschaft noch Vieles entscheiden hätte können. Am Saisonende wurde man dennoch nur Vizemeister hinter Panathinaikos Athen, hatte aber dennoch den Pokal in der Tasche.
Innerhalb von nur 24 Stunden nach der Entlassung des Belgiers Henk Houwaart holte der zyprische Klub AEL Limassol im Dezember 2004 den sowjetischen Ex-Internationalen als Nachfolger des Belgiers ins Team, wo er einen Zweijahresvertrag unterzeichnete. Als er mit der Mannschaft bis zum Saisonende hin in den Abstiegskampf geriet, wurde sein auf zwei Jahre datierter Vertrag einvernehmlich aufgelöst und er verließ nach nur kurzer Tätigkeit den zyprischen Verein. Bereits im Juni 2005 kam Protassow zu seiner nächsten Station, die in nach Rumänien zu Steaua Bukarest führte.

### Stippvisite bei Steaua Bukarest und Engagement bei Dnipro
Dort ersetzte er nach dem Abgang des italienischen Ex-Teamtorhüters und jetzigen Trainers Walter Zenga den kurzzeitig für ihn eingesprungenen Interimstrainer Dumitru Dumitriu und unterschrieb ebenfalls wie bei seiner vorherigen Station einen auf zwei Jahre laufenden Vertrag. Mit dem Team scheiterte er im weiteren Verlauf des Jahres 2005 nur knapp an der Qualifikation zur Champions League 2005/06, wo man in der dritten Qualifikationsrunde knapp mit einem Gesamtscore von 3:4 gegen Rosenborg Trondheim ausschied. Wesentlich besser lief es für das Team allerdings in der rumänischen Meisterschaft, in der Protassow großen Anteil am Meistertitel am Ende der Spielzeit 2005/06 hatte. Bis November/Dezember 2005 betreute er das Team in 15 Meisterschaftspartien und einigen anderen Pflichtspielen und wurde danach durch Cosmin Olăroiu ersetzt, der die Mannschaft zum endgültigen Meistertitel führte. Dennoch wurde Protassow zum Saisonende zum Trainer des Jahres in Rumänien gewählt.
Nach seinem abermals nur kurzem Engagement bei Steaua Bukarest wurde ihm von seinem ehemaligen Klub, der heute unter dem Namen Dnipro Dnipropetrowsk bekannt ist, noch im Dezember 2005 ein Angebot unterbreitet. Bald darauf nahm der Wechsel auch bereits Form an, wobei Protassow Mitte Dezember sein letztes Pflichtspiel bei den Rumänen hatte und danach den Klub in Richtung Heimat verließ. Bereits am 19. Dezember 2005 wurde bekannt gegeben, dass der Heimkehrer bei seinem ehemaligen Ausbildungsverein, bei dem er auch zum Rekordtorschützen wurde, einen Vertrag mit einer Laufzeit von dreieinhalb Jahren unterschrieb. Gleich nach der Winterpause gab er Anfang März 2006 sein Pflichtspieldebüt als Trainer und erreichte mit der Mannschaft bis zum Saisonende 2005/06 einen passablen sechsten Platz im dichtgestaffelten Endklassement.
Auch in der Spielzeit 2006/07 führte Protassow sein Team erfolgreich an und brachte es bis zum Saisonende gar auf den vierten Tabellenplatz, was einen Startplatz in der zweiten Qualifikationsrunde des UEFA-Pokal 2007/08 bedeutete. Dort konnte sich die Mannschaft gegen den polnischen Klub GKS Bełchatów mit einem Gesamtscore von 5:3 durchsetzen, schied aber in der darauffolgenden ersten Runde im Hauptbewerb aufgrund der Auswärtstorregel knapp gegen den FC Aberdeen vom laufenden Bewerb aus. Wie schon in der vorhergegangenen Spielzeit erreichte das vom langjährigen sowjetischen Internationalen trainierte Team auch in der Saison 2007/08 den vierten Platz in der Endtabelle und war damit für die zweite Qualifikationsrunde des UEFA-Pokals 2008/09 gesetzt. Dort schied das Team allerdings erneut ganz knapp aufgrund der Auswärtstorregel gegen den AC Bellinzona aus.
Obgleich sein Vertrag bei Dnipro Dnipropetrowsk eine Laufzeit von dreieinhalb Jahren hatte, stieg Protassow Ende August 2008 frühzeitig aus seinem Vertrag aus, den er einvernehmlich mit dem Verein in der laufenden Spielzeit 2009/09 auflöste. Grund für das frühe Ausscheiden war vor allem das enttäuschende Ergebnis gegen den AC Bellinzona in der UEFA-Pokal-Quali.

### Kurzzeittrainer bei Kuban Krasnodar
Gleich Anfang Oktober 2008 kam Protassow zu seiner nächsten Trainerstation, die ihn zum russischen Zweitligisten FK Kuban Krasnodar führte. Den Verein betreute er ab der 37. Runde und gewann mit dem Team sechs der insgesamt sieben zu diesem Zeitpunkt noch ausstehenden Spiele und stieg mit dem Team am Ende des Spieljahres 2008 in die höchste Liga im russischen Fußball, die Premjer-Liga, auf. Dennoch verließ er den Verein bereits mit November 2008 wieder und war somit nicht einmal zwei Monate beim russischen Klub engagiert. Grund für seinen Abgang war vor allem die seit 2007 bestehende Finanzkrise, die den Verein zu dieser Zeit besonders stark traf und das Budget des Klubs schrumpfen ließ. Sein Nachfolger wurde im Spieljahr 2009 der mehrmalige russische Internationale Sergei Iwanowitsch Owtschinnikow.

### Zeit bei Iraklis Thessaloniki

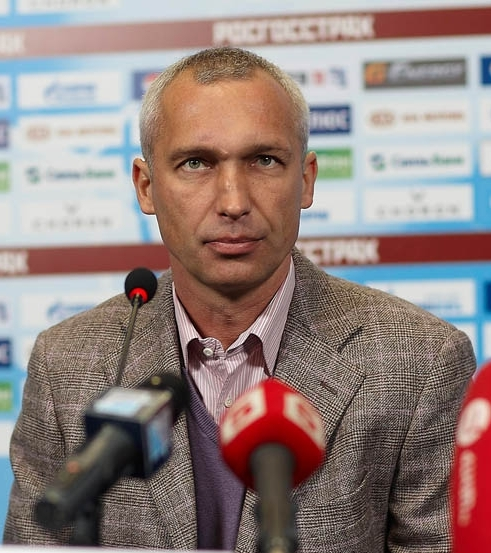
Nach diversen Engagements als Trainer bei ost- und südosteuropäischen Klubs fungiert Protassow seit 2017 als Vizepräsident des ukrainischen Fußballverbands.

Nach etwas mehr als vier Monaten der Vereinslosigkeit schloss sich Protassow Ende März dem griechischen Klub Iraklis Thessaloniki an und trat dabei die Nachfolge von Makis Katsavakis an, der den Klub von 2008 bis 2009 betreute. Mit der Mannschaft erreichte er im dichtgestaffelten hinteren Teil der Tabelle mit 33 Punkten den zehnten Platz in der griechischen Super League 2008/09. Eine ähnliche Platzierung erreichte das Team auch in der folgenden Spielzeit 2009/10, in der Protassow das Team bis zu seinem Abgang im Oktober 2009 betreute. Seine Entlassung beim Klub aus Saloniki war jedoch nicht überraschend, da die Leistung des Teams ständig nach unten zeigte und er mit dem Team bis zu seiner Entlassung Ende Oktober gerade einmal auf dem 14. Platz (von 16) in der Tabelle stand. Noch dazu kam, dass das Team im griechischen Fußballpokal der Saison 2009/10 bereits in der vierten Runde gegen den damaligen Drittligisten AO Trikala mit 0:1 vom laufenden Bewerb ausschied. Seine Nachfolge trat daraufhin der langjährige griechische Internationale Savvas Kofidis, der ebenfalls auch ein Langzeitakteur in Saloniki war, an.

### Neue Herausforderung: FK Rostow
Am 19. Dezember 2009 veröffentlichte der russische Erstligist FK Rostow eine Pressemeldung, in der er verkündete, dass aber Oleh Protassow ab der kommenden Spielzeit das Amt des Cheftrainers des Klubs übernehmen wird. Neben Protassow wurde auch sein langjähriger Wegbegleiter Nikos Karidas, der mit ihm bereits bei Olympiakos Piräus und Steaua Bukarest zusammenarbeitete, in den Trainerstab geholt. Im Spieljahr 2010 erreichte er mit der Mannschaft in der zum Teil recht dichtgestaffelten Tabelle mit dem neunten Platz einen Platz im Tabellenmittelfeld.

## Erfolge

### Vereinserfolge als Spieler und Trainer
Dnjepr Dnjepropetrowsk/Dnipro Dnipropetrowsk
- 2× Sowjetischer Torschützenkönig: 1985 (35 Tore), 1987 (18 Tore)
- 1× Sowjetischer Meister: 1983
- 1× Sowjetischer Vizemeister: 1987
- 2× 3. Meisterschaftsplatz: 1984 und 1985

Dynamo Kiew
- 1× Sowjetischer Torschützenkönig: 1990 (12 Tore; zusammen mit Waleri Walentinowitsch Schmarow)
- 1× Sowjetischer Meister: 1990
- 1× Sowjetischer Vizemeister: 1988
- 1× 3. Meisterschaftsplatz: 1989
- 1× Sowjetischer Pokalsieger: 1989/90

Olympiakos Piräus
- 1× Griechischer Meister: 2002/03
- 2× Griechischer Vizemeister: 1990/91, 1991/92 und 2003/04
- 1× Griechischer Pokalsieger: 1991/92
- 2× Griechischer Pokalfinalist: 1992/93 und 2003/04
- 1× Griechischer Superpokalsieger: 1992

Steaua Bukarest
- 1× Rumänischer Meister: 2005/06

Kuban Krasnodar
- 1× Aufstieg in die Premjer-Liga: 2008

### Weitere individuelle Erfolge neben Torschützenkönig
- Bester Torschütze von Dnjepr Dnjepropetrowsk mit 95 Toren in 145 Ligaspielen (∅ 0,66 Tore/Spiel)
- Zweitbester Torschütze der UdSSR mit 29 Toren (hinter Oleh Blochin mit 35 Toren)
- Achtbester Torschütze der höchsten sowjetischen Fußballliga mit 125 Toren in 218 Spielen (∅ 0,57 Tore/Spiel)
- Fußballer des Jahres in der UdSSR: 1987
- Fußballtrainer des Jahres in Rumänien: 2005

### Nationalmannschaftserfolge
UdSSR
- 2× Teilnahme an einer Fußball-Weltmeisterschaft: 1986 und 1990
- 1× Teilnahme an einer Fußball-Europameisterschaft: 1988 (Finale gegen Niederlande; 0:2 verloren)
- 1× Sieger des Nehru Cup: 1987